# Heteraprium brunneri
Heteraprium brunneri är en insektsart som beskrevs av Krauss 1903. Heteraprium brunneri ingår i släktet Heteraprium och familjen vårtbitare. Inga underarter finns listade i Catalogue of Life.